# Shelter
En shelter er en fast bivuak. En lav træbarak, traditionelt åben på den ene langside, gulvet hævet ca. 0,5 m over jorden og stort tagudhæng, således at man er relativt beskyttet mod regn. Findes udbredt i hele Danmark på primitive lejrpladser.
Indenfor militærflyvning er en shelter den daglige betegnelse for en hardened shelter – en forholdsvis bombesikker lille flyhangar udført i jernbeton.